# Charles Ayton
Pour les articles homonymes, voir Ayton (homonymie).
Charles William Ayton, né à Saint-Louis aux États-Unis en 1879 et mort en 1920, est un sculpteur américain.

## Biographie
Il obtient en 1903 une mention honorable au Salon des artistes français. Il est connu pour un monument à la gloire du 18e Régiment d'Infanterie, inauguré Place de Verdun à Pau en 1918.